# Бетел (аэропорт, Аляска)
Аэропорт Бетел (англ. Bethel Airport), (ИАТА: BET, ИКАО: PABE, FAA LID: BET) — государственный гражданский аэропорт, расположенный в шести километрах к юго-западу от центрального делового района города Бетел (Аляска), США.

## Операционная деятельность
Аэропорт Бетел занимает площадь в 427 гектар (1045 акров), располагается на высоте 38 метров над уровнем моря и эксплуатирует две взлётно-посадочные полосы:
- 18/36 размерами 1951 х 46 метров с асфальтовым покрытием;
- 11/29 размерами 567 х 23 метров с гравийным покрытием.[1]

За период с 22 июня 2006 года по 22 июня 2007 года Аэропорт Бетел обработал 122 000 операций взлётов и посадок самолётов (334 операций ежедневно). Из них 54 % пришлось на аэротакси, 41 % — на авиацию общего назначения, 4 % заняли регулярные коммерческие рейсы и 1 % — рейсы военной авиации.
Аэропорт использовался в качестве базы для 232 воздушных судов, из них 90 % составили однодвигательные самолёты, 7 % — многодвигательные, 2 % — вертолёты и 1 % — самолёты военной авиации.

## Грузовые авиакомпании
- Alaska Central Express
- Arctic Transportation Services
- Lynden Air Cargo
- Northern Air Cargo